# Lamprologus
Lamprologus is een geslacht van straalvinnige vissen uit de familie van de cichliden (Cichlidae).

## Soorten
- Lamprologus callipterus Boulenger, 1906
- Lamprologus congoensis Schilthuis, 1891
- Lamprologus finalimus Nichols & La Monte, 1931
- Lamprologus kungweensis Poll, 1956
- Lamprologus laparogramma Bills & Ribbink, 1997
- Lamprologus lemairii Boulenger, 1899
- Lamprologus lethops Roberts & Stewart, 1976
- Lamprologus meleagris Büscher, 1991
- Lamprologus mocquardi Pellegrin, 1903
- Lamprologus ocellatus (Steindachner, 1909)
- Lamprologus ornatipinnis Poll, 1949
- Lamprologus signatus Poll, 1952
- Lamprologus speciosus Büscher, 1991
- Lamprologus stappersi Pellegrin, 1927
- Lamprologus symoensi Poll, 1976
- Lamprologus teugelsi Schelly & Stiassny, 2004
- Lamprologus tigripictilis Schelly & Stiassny, 2004
- Lamprologus tumbanus Boulenger, 1899
- Lamprologus werneri Poll, 1959